# Vittoria Ceriana Mayneri
Vittoria Ceriana Mayneri (Torino, 18 aprile 1915 – Roma, 30 luglio 1997) è stata una cestista italiana.

## Carriera
Ha vinto la medaglia d'oro al Campionato europeo del 1938.

## Statistiche

### Cronologia presenze e punti in Nazionale
| Cronologia completa delle presenze e dei punti in Nazionale - Italia | Cronologia completa delle presenze e dei punti in Nazionale - Italia | Cronologia completa delle presenze e dei punti in Nazionale - Italia | Cronologia completa delle presenze e dei punti in Nazionale - Italia | Cronologia completa delle presenze e dei punti in Nazionale - Italia | Cronologia completa delle presenze e dei punti in Nazionale - Italia | Cronologia completa delle presenze e dei punti in Nazionale - Italia | Cronologia completa delle presenze e dei punti in Nazionale - Italia |
| Data                                                                 | Città                                                                | In casa                                                              | Risultato                                                            | Ospiti                                                               | Competizione                                                         | Punti                                                                | Note                                                                 |
| -------------------------------------------------------------------- | -------------------------------------------------------------------- | -------------------------------------------------------------------- | -------------------------------------------------------------------- | -------------------------------------------------------------------- | -------------------------------------------------------------------- | -------------------------------------------------------------------- | -------------------------------------------------------------------- |
| 12/10/1938                                                           | Roma                                                                 | Italia                                                               | 21 - 23                                                              | Lituania                                                             | EuroBasket 1938 - Girone unico                                       | 0                                                                    | [ 3 ]                                                                |
| 13/10/1938                                                           | Roma                                                                 | Italia                                                               | 27 - 19                                                              | Polonia                                                              | EuroBasket 1938 - Girone unico                                       | 3                                                                    | [ 4 ]                                                                |
| 15/10/1938                                                           | Roma                                                                 | Italia                                                               | 59 - 8                                                               | Svizzera                                                             | EuroBasket 1938 - Girone unico                                       | 0                                                                    | [ 4 ]                                                                |
| 16/10/1938                                                           | Roma                                                                 | Italia                                                               | 34 - 18                                                              | Francia                                                              | EuroBasket 1938 - Girone unico                                       | 2                                                                    | [ 4 ]                                                                |
| Totale                                                               |                                                                      | Presenze                                                             | 4                                                                    |                                                                      | Punti                                                                | 5                                                                    |                                                                      |

## Palmarès
- Campionato europeo: 1
Nazionale italiana: Italia 1938